# Kanton Pervenchères
Kanton Pervenchères (francouzsky Canton de Pervenchères) byl francouzský kanton v departementu Orne v regionu Dolní Normandie. Tvořilo ho 14 obcí. Zrušen byl po reformě kantonů 2014.

## Obce kantonu
- Barville
- Bellavilliers
- Coulimer
- Eperrais
- Montgaudry
- Parfondeval
- La Perrière
- Pervenchères
- Le Pin-la-Garenne
- Saint-Jouin-de-Blavou
- Saint-Julien-sur-Sarthe
- Saint-Quentin-de-Blavou
- Suré
- Vidai